# Жарык (Акмолинская область)
Жары́к (каз. Жарық) — село в Ерейментауском районе Акмолинской области Казахстана. Входит в состав Тайбайского сельского округа. Код КАТО — 114641300.

## География
Село расположено в южной части района, на расстоянии примерно 22 километров (по прямой) к югу от административного центра района — города Ерейментау, в 14 километрах к юго-востоку от административного центра сельского округа — аула Тайбай.
Абсолютная высота — 418 метров над уровнем моря.
Ближайшие населённые пункты: село Ельтай — на севере, село Алгабас — на юго-западе.

## Население
В 1989 году население села составляло 374 человек (из них казахи — 100 %).
В 1999 году население села составляло 347 человек (176 мужчин и 171 женщина). По данным переписи 2009 года, в селе проживали 133 человека (74 мужчины и 59 женщин).
| Численность населения | Численность населения | Численность населения |
| 1989                  | 1999                  | 2009                  |
| --------------------- | --------------------- | --------------------- |
| 374                   | ↘347                  | ↘133                  |

## Улицы[5]
- квартал 59
- ул. Бейбитшилик
- ул. Ынтымак